# Scirpoides holoschoenus
Scirpoides holoschoenus é uma espécie de planta com flor pertencente à família Cyperaceae. 
A autoridade científica da espécie é (L.) Soják, tendo sido publicada em Časopis Národního Musea, Oddíl Prírodovĕdný 140(3–4): 127. 1972.
O seu nome comum é bunho.

## Portugal
Trata-se de uma espécie presente no território português, nomeadamente em Portugal Continental.
Em termos de naturalidade é nativa da região atrás referida.

## Protecção
Não se encontra protegida por legislação portuguesa ou da Comunidade Europeia.